# Peace Sells
〈Peace Sells〉는 1986년 음반 《Peace Sells... but Who's Buying?》에 수록된 미국의 스래시 메탈 밴드 메가데스의 노래로, 데이브 머스테인이 작사, 작곡했다. 이 곡은 1986년 11월, 밴드의 두 번째 싱글로 발매되었다. 〈Peace Sells〉는 이 그룹의 획기적인 히트곡으로, 헤비 메탈 역사상 최고의 곡 중 하나로 평가받고 있다. 1985년부터 메가데스 콘서트에서 이 곡은 꾸준히 사용되고 있다. 데이비드 엘렙슨에 따르면, 음반 녹음 전 라이브로 이 곡을 재생하면서 〈Peace Sells〉가 히트할 것이라는 사실이 빠르게 드러났다. 2006년, VH1은 〈Peace Sells〉를 "역사상 가장 위대한 메탈 노래 40곡" 목록에서 11위로 선정했다.  2023년, 《롤링 스톤》은 이 곡을 헤비 메탈 노래 100곡 목록에서 19위로 선정했다.
이 곡은 엘렙슨이 연주한 독특한 베이스 인트로로도 잘 알려져 있다. 이 곡의 뮤직 비디오는 MTV 메인이 되었고 베이스라인은 MTV 뉴스의 도입부로 사용되었다. 그러나 머스테인은 MTV가 사용료를 지불하기 직전에 이 곡이 제외되었기 때문에 로열티를 받지 못했다고 선언했다.

## 배경

### 가사
〈Peace Sells〉는 밴드 프론트맨 데이브 머스테인의 정치적, 사회적 신념을 반영한다. 노래 제목은 머스테인이 본 《리더스 다이제스트》의 사본에서 따온 것으로, 패티 스미스가 쓴 "Peace sells, but nobody's buying it(평화는 팔리지만, 아무도 사지 않는다)"라는 말과 함께 이야기가 담겨 있다. 밴드 드러머 가 사무엘슨은 머스테인에게 자신의 노래에 더 많은 정치적인 가사를 쓰라고 권유했고, 이는 결국 노래가 성공하는 데 도움이 되었다. 이 노래의 가사는 머스테인에게 펜이나 종이가 없어서 밴드 리허설 공간의 벽에 쓰여졌다. 이 노래는 80년대 내내 미디어에 의해 밀려 있던 메탈 팬에 대한 고정관념을 불식시킨다.

### 음악
〈Peace Sells〉의 베이스 인트로는 머스테인이 썼다. 엘렙슨은 프렛을 제거한 BC 리치 이글 베이스를 가지고 있었다. 머스테인은 이 베이스를 보자마자 베이스를 집어 들고 거의 즉시 인트로를 썼다. 그날 늦게 두 사람은 사무엘슨과 기타리스트 크리스 폴랜드를 만나 곡의 완성도를 높였다. 오리지널 버전은 8분이 넘었고 단 몇 시간 만에 작곡되었다. 사무엘슨은 "이 노래는 너무 좋아서 그렇게 표현할 수 없어요. 이 노래를 짧고 달콤하게 만들어야 해요."라고 말하며 노래를 짧게 만들자고 제안했다.
노래의 후반부는 템포를 높이고 끝까지 빠르게 진행된다. 폴랜드의 기타 솔로 곡이 더 많이 수록되어 있으며, 엘렙슨이 머스테인의 메인 보컬 후렴구에 높은 하모니를 더하는 것이 특징이다.

## 인증
| 국가                               | 인증 | 판매량/출하량 |
| ---------------------------------- | ---- | ------------- |
| 미국 (RIAA)                        | 골드 | 500,000       |
| 판매량+스트리밍을 기반으로 한 인증 |      |               |